# 哈拉尔德·伊姆舍尔
哈拉尔德·伊姆舍尔（德語：Harald Irmscher，1946年2月12日—），德国男子足球运动员，司职中场。他曾代表东德国奥队参加1972年夏季奥林匹克运动会足球比赛，获得一枚铜牌。